# Lijst van Surinaamse ministers van Arbeid

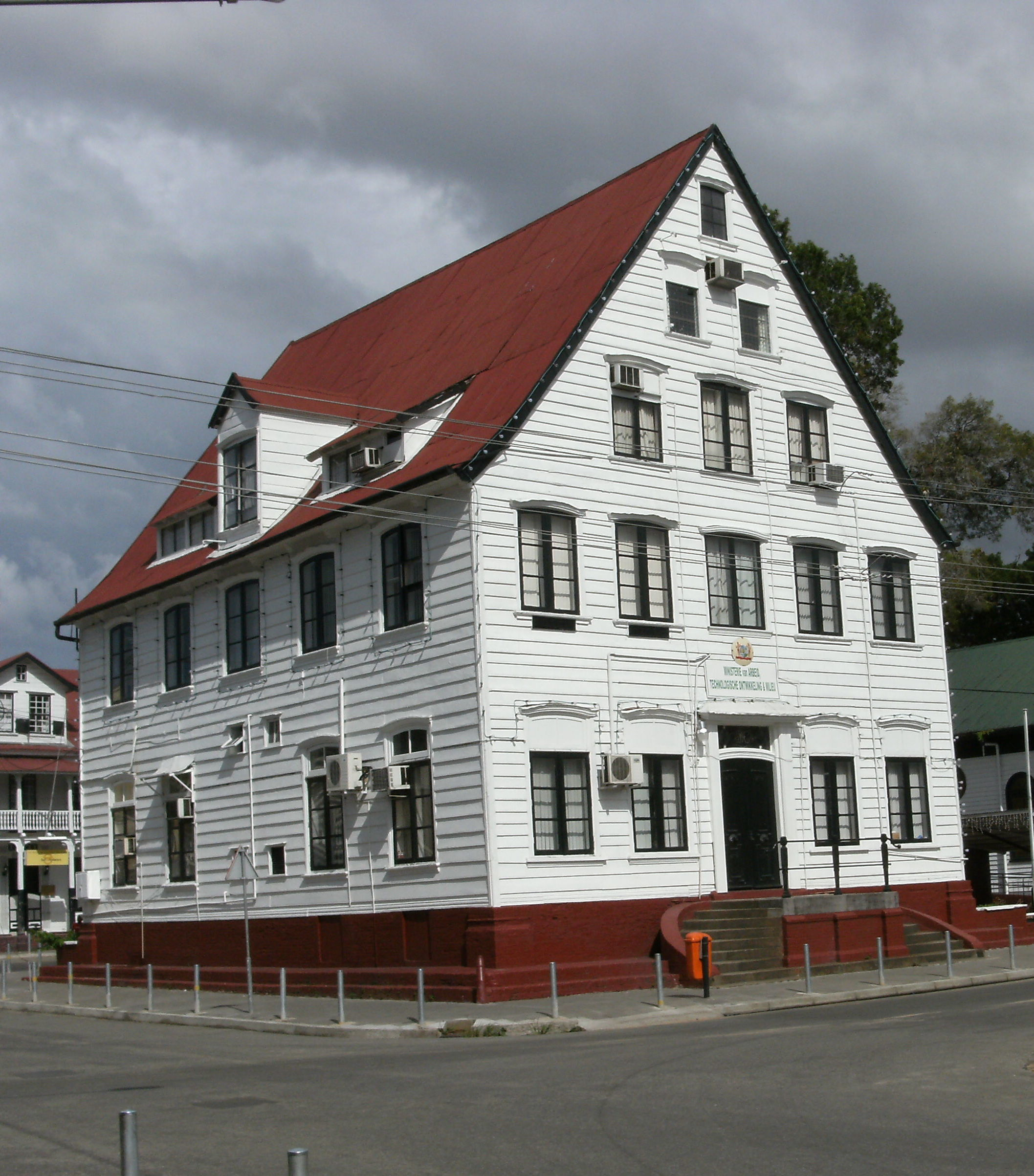
Ministerie van Arbeid, Technologische Ontwikkeling en Milieu

Lijst van ministers van Arbeid van Suriname. Het ministerie kende door de tijd heen verschillende verantwoordelijkheden en daardoor ook verschillende namen.
| Ministerie                                    | Minister                   | Partij | Periode      | Kabinet        |
| --------------------------------------------- | -------------------------- | ------ | ------------ | -------------- |
| Arbeid en Sociale Zaken                       | Johan S.P. Kraag           |        | 1967 - 1969  | Pengel II      |
| Arbeid en Sociale Zaken                       | August A.M. Biswamitre     |        | 1969         | May            |
| Arbeid en Vakbondswezen                       | August A.M. Biswamitre     |        | 1969 - 1970  | Sedney         |
| Arbeid en Vakbondswezen                       | Jules Sedney*              |        | 1970 - 1972  | Sedney         |
| Arbeid en Volkshuisvesting                    | Rasmus Dundas              |        | 1972 - 1973  | Sedney         |
| Arbeid en Volkshuisvesting                    | Frits R. Frijmersum        |        | 1973 - 1977  | Arron I        |
| Arbeid en Volkshuisvesting                    | Pannalal Parmessar         |        | 1977 - 1980  | Arron II       |
| Arbeid en Volkshuisvesting                    | Henk Illes                 |        | 1980         | Chin A Sen I   |
| Volksgezondheid en Arbeid                     | Henk Illes                 |        | 1980 - 1981  | Chin A Sen II  |
| Volksgezondheid en Arbeid                     | Errol Alibux               |        | 1981 - 1982  | Chin A Sen II  |
| Arbeid, Sociale Zaken en Huisvesting          | Glenn Sankatsing           |        | 1982         | Neijhorst      |
| Gezondheid en Arbeid                          | Harold Bharos              |        | 1983 - 1984  | Alibux         |
| Arbeid                                        | Siegfried A. Gilds         |        | 1984         | Udenhout I     |
| Arbeid                                        | Edmund Dankerlui           |        | 1984 - 1985  | Udenhout I     |
| Arbeid                                        | André Koornaar             |        | 1985 - 1986  | Udenhout II    |
| Arbeid                                        | André Koornaar             |        | 1986 - 1987  | Radhakishun    |
| Arbeid                                        | André Koornaar             |        | 1987 - 1988  | Wijdenbosch I  |
| Arbeid                                        | Romeo W. van Russel        | NPS    | 1988 - 1990  | Shankar        |
| Arbeid                                        | René Kaiman                | KTPI   | 1991         | Kraag          |
| Arbeid                                        | Reynold Simons             | SPA    | 1991 - 1993  | Venetiaan I    |
| Arbeid                                        | Jack R.C. Kross            | SPA    | 1993 - 1996  | Venetiaan I    |
| Arbeid                                        | Errol G. Snijders          | NDP    | 1996 - 1997  | Wijdenbosch II |
| Arbeid                                        | M.A. Faried Pierkhan       | BVD    | 1997 - 1999  | Wijdenbosch II |
| Arbeid                                        | Soewarto Moestadja         | KTPI   | 1999 - 2000  | Wijdenbosch II |
| Arbeid, Technologische Ontwikkeling en Milieu | Clifford P. Marica         | SPA    | 2000 - 2005  | Venetiaan II   |
| Arbeid, Technologische Ontwikkeling en Milieu | Clifford P. Marica         | SPA    | 2005 - 2006  | Venetiaan III  |
| Arbeid, Technologische Ontwikkeling en Milieu | Joyce D. Amarello-Williams | SPA    | 2006 - 2010  | Venetiaan III  |
| Arbeid, Technologische Ontwikkeling en Milieu | Ginmardo Kromosoeto        | NDP    | 2010 - 2012  | Bouterse I     |
| Arbeid, Technologische Ontwikkeling en Milieu | Michael Miskin             |        | 2012 - 2015  | Bouterse I     |
| Arbeid                                        | Soewarto Moestadja         | NDP    | 2015 - 2020  | Bouterse II    |
| Arbeid, Werkgelegenheid en Jeugdzaken         | Rishma Kuldipsingh         | VHP    | 2020 - 2022  | Santokhi       |
| Arbeid, Werkgelegenheid en Jeugdzaken         | Steven Mac Andrew          | VHP    | 2022 - 2025  | Santokhi       |
| Volksgezondheid, Welzijn en Arbeid            | André Misiekaba            | NDP    | 2025 - heden | Simons         |

* = waarnemend minister
Arbeid · Binnenlandse Zaken · Buitenlandse Zaken · Defensie · Economische Zaken · Financiën · Justitie en Politie · Landbouw, Veeteelt en Visserij · Natuurlijke Hulpbronnen · Onderwijs en Volksontwikkeling · Openbare Werken · Planning en Ontwikkelingssamenwerking · Regionale Ontwikkeling · Ruimtelijke Ordening, Grond- en Bosbeheer · Sociale Zaken en Volkshuisvesting · Sport- en Jeugdzaken · Transport, Communicatie en Toerisme · Volksgezondheid
premier · president · vicepresident
gouverneurs (1650-1954) · gouverneurs (1954-1975) · gevolmachtigd ministers van Suriname